# Kasper Le Fevre
Kasper Le Fevre (født 23. juli 1981 i København) er en dansk skuespiller og komiker. Han er medlem af impro-comedy-gruppen Specialklassen.
Le Fevre er uddannet fra Det Danske Musicalakademi 2000-2003.
I 2005 modtog Kasper Le Fevre en Reumert Talentpris for sin rolle som Sonny i Grease.
Sammen med Specialklassen var Kasper Le Fevre med til at give impro-comedyen et comeback på den danske comedyscene. Med utallige tv-optrædener som i Zulu Comedy Galla 2011, hvor Specialklassen optrådte og var nomineret til Läkerols Talentpris.

## Privatliv
Le Fevre blev gift med skuespilleren Trine Gadeberg den 15. december 2014 på Københavns Rådhus. De blev viet i Christians Kirke i København den. 23. august året efter.
Kasper Le Fevre er frimurer. Han meldte sig ind i foreningen Den Danske Frimurerorden den 2. marts 2015.[kilde mangler]

## Tv
- Bingo Banko - TV2
- Casper & Lars præsenterer - TV2
- Hotel Zimmerfrei - DR2
- Til middag hos... TV3
- Kulturen på News - TV2 News
- Danmarks sjoveste barn - DR Ramasjang
- Dybvaaaaad - TV 2 Zulu

## Teater
- Jesus Christ Superstar - Fredericia Teater 2000
- Cabaret - Fredericia Teater 2001
- Grease - Fredericia Teater 2002
- Les Misérables - Rossen & Rønnow 2003-04
- Grease - Vejle & Århus Musikteater (Sonny) 2004-05
- Rent - Fredericia Teater (Mark) 2005
- West Side Story - Fredericia Teater (Chino) 2006
- Annie - Fredericia Teater (Rooster) 2006
- Spillemand på en tagryg - Fredericia Teater (Motel) 2007
- Steam - Fredericia og King George Theatre i Skotland (Dino) 2008
- Hjørring Revyen - Vendsyssel Teater 2019, 2021, 2022, 2023, 2024